# Estoloides spinipennis
Estoloides spinipennis är en skalbaggsart som beskrevs av Stefan von Breuning 1954. Estoloides spinipennis ingår i släktet Estoloides och familjen långhorningar. Inga underarter finns listade i Catalogue of Life.